# قلعه ابدال‌آباد
قلعه ابدال‌آباد مربوط به اواخر دوره صفوی است و در شهرستان تربت جام، روستای ابدال‌آباد واقع شده و این اثر در تاریخ ۱۶ اسفند ۱۳۸۴ با شمارهٔ ثبت ۱۴۳۰۲ به‌عنوان یکی از آثار ملی ایران به ثبت رسیده‌است.